# تکیه (شازند)
تکیه (شازند)، روستایی از توابع بخش مرکزی شهرستان شازند در استان مرکزی ایران است.
آئین تجمع بزرگ عزاداران تاسوعای حسینی جوانان چشمه پهن (اراک) هر ساله با حضور صدها عزادار در روز نهم محرم برگزار شده و طی آن مراسم نخل گردانی، سینه زنی و زنجیر زنی، مدیحه سرایی و پخش نذورات گرم و سرد به منصه اجرا در می‌آید.

## جمعیت
این روستا در دهستان قره کهریز قرار دارد و براساس سرشماری مرکز آمار ایران در سال ۱۳۸۵، جمعیت آن ۱۶۲ نفر (۳۸خانوار) بوده است.
البته با بهبود عمران و آبادانی مهاجرت معکوس در روستا اتفاق افتاده

## اماکن دیدنی
درخت چنار قدیمی و امامزاده هبته الله
چنار روستای تکیه در کنار امامزاده روستا واقع در دامنهکوه شهسوار بالاتر از روستای تکیه قرار دارد اهالی قبلاً در کنار امامزاده ساکن بوده ولی به دلیل مشکل تردد در زمستان از سال ۱۳۶۰ به مرور در پایین دست و مکان فعلی استقرار یافته‌اند [[[وجود ۵ شهید والا مقام]]] اهمیت این روستا را از لحاظ معنوی دو چندان کرده
از جمله دیدنی‌های این روستا می‌توان به [بلاغ]هم اشاره کرد
دیگر جاذبه گردشگری این روستا قله تکیه یا قله شهسوار است این کوه با ارتفاع ۲۹۶۲جزو قسمت جنوب شرقی خط الرس سفید خانی است که به روستای چشمه پهن هم متصل است از آنجا که به شکل تاج می‌باشد شهسوار نامیده شده است.